# Gesina ter Borch
Gesina of Geesken ter Borch (Deventer, 15 november 1631 ? gedoopt Zwolle 13 december 1631 - Zwolle, 16 april 1690) was een Nederlandse tekenares en schrijfster van alledaagse scènes. Ze was het tweede kind uit het derde huwelijk van haar vader Gerard ter Borch (I) en Wiesken Matijs. Gesina was de (half)zus van Gerard ter Borch (II) en Moses ter Borch.

## Biografie
Gesina kwam uit een gezin waarin de artistieke opvoeding sterk naar voren kwam. Niet alleen haar vader Gerard ter Borch I, maar ook haar halfbroer Gerard ter Borch II en haar broers Harmen en Moses ter Borch maakten tekeningen die zij vervolgens in albums archiveerde. Bovendien stond Gesina met regelmaat model voor werken van haar broer Gerard. Zo is zij te zien op de volgende schilderijen:

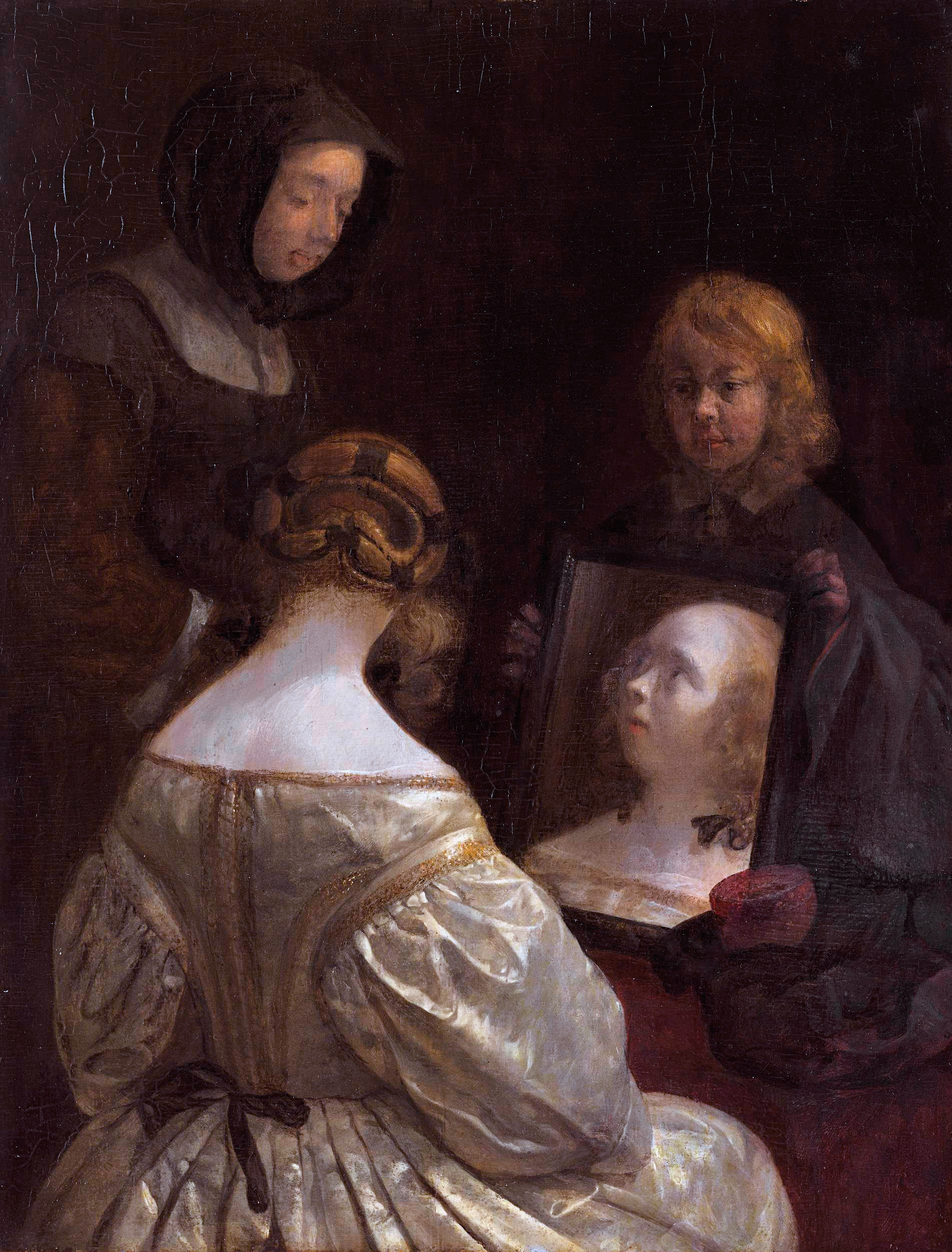
Gerard ter Borch (II), Vrouw voor een spiegel (ca. 1650)
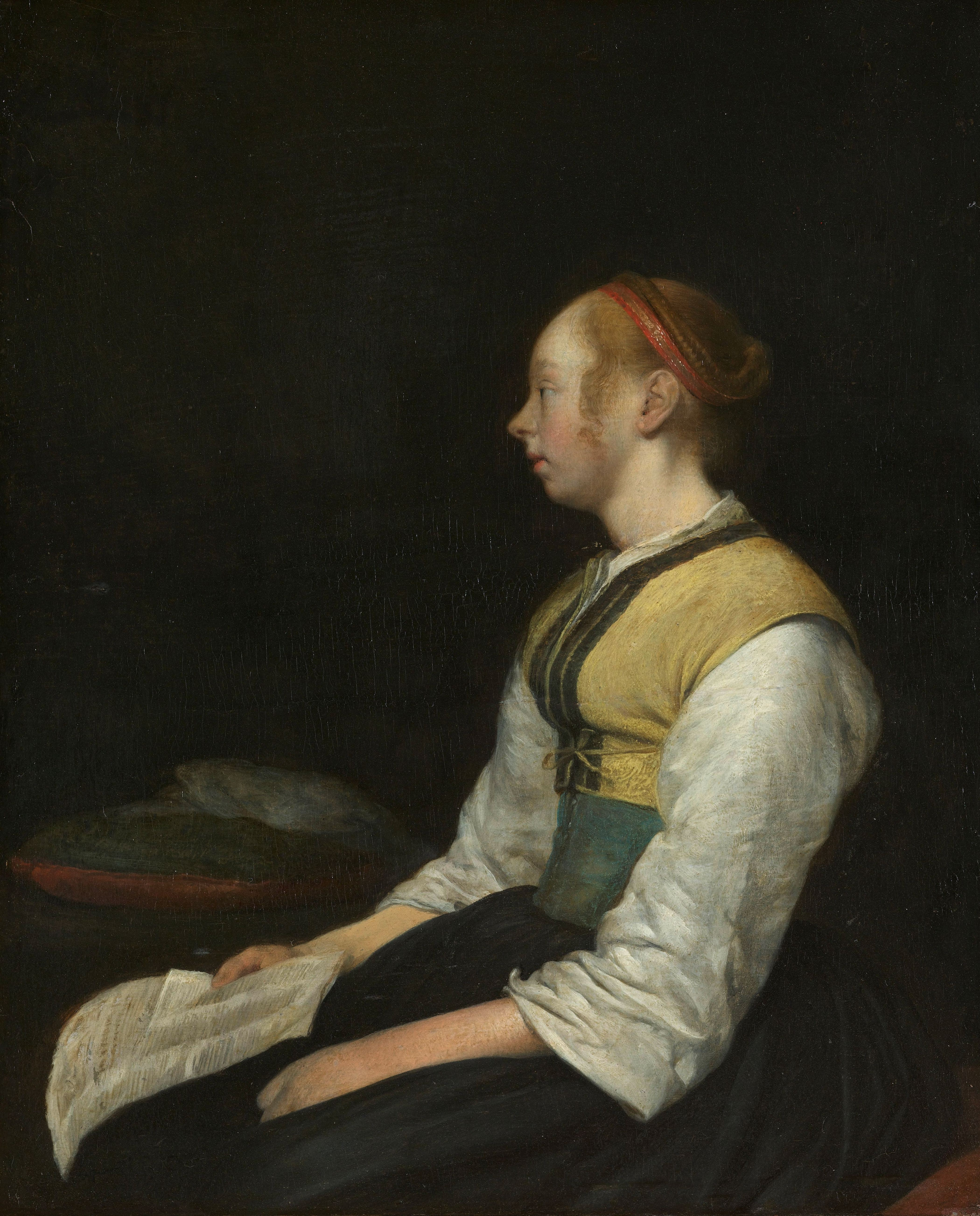
Gerard ter Borch (II), Zittende jonge vrouw in het kostuum van een boerenmeisje (ca. 1650)
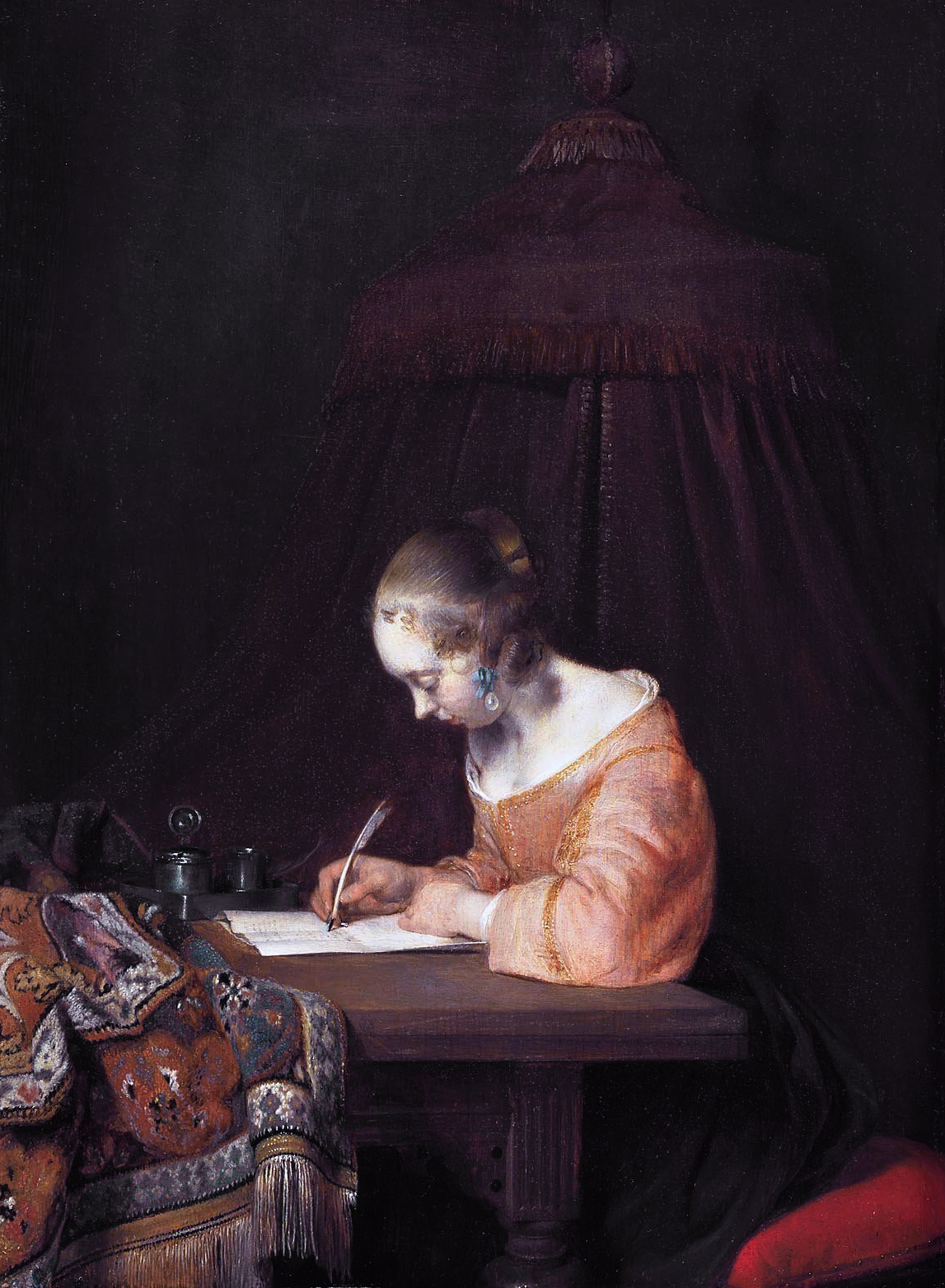
Gerard ter Borch (II), De briefschrijfster (ca. 1655)

Ze heeft haar hele leven in het ouderlijk huis in de Sassenstraat in Zwolle gewoond. Ter Borch was bevriend met Henk Jordis, een Amsterdamse koopman, maar of er een liefdesrelatie bestond is niet bekend.

## Werk

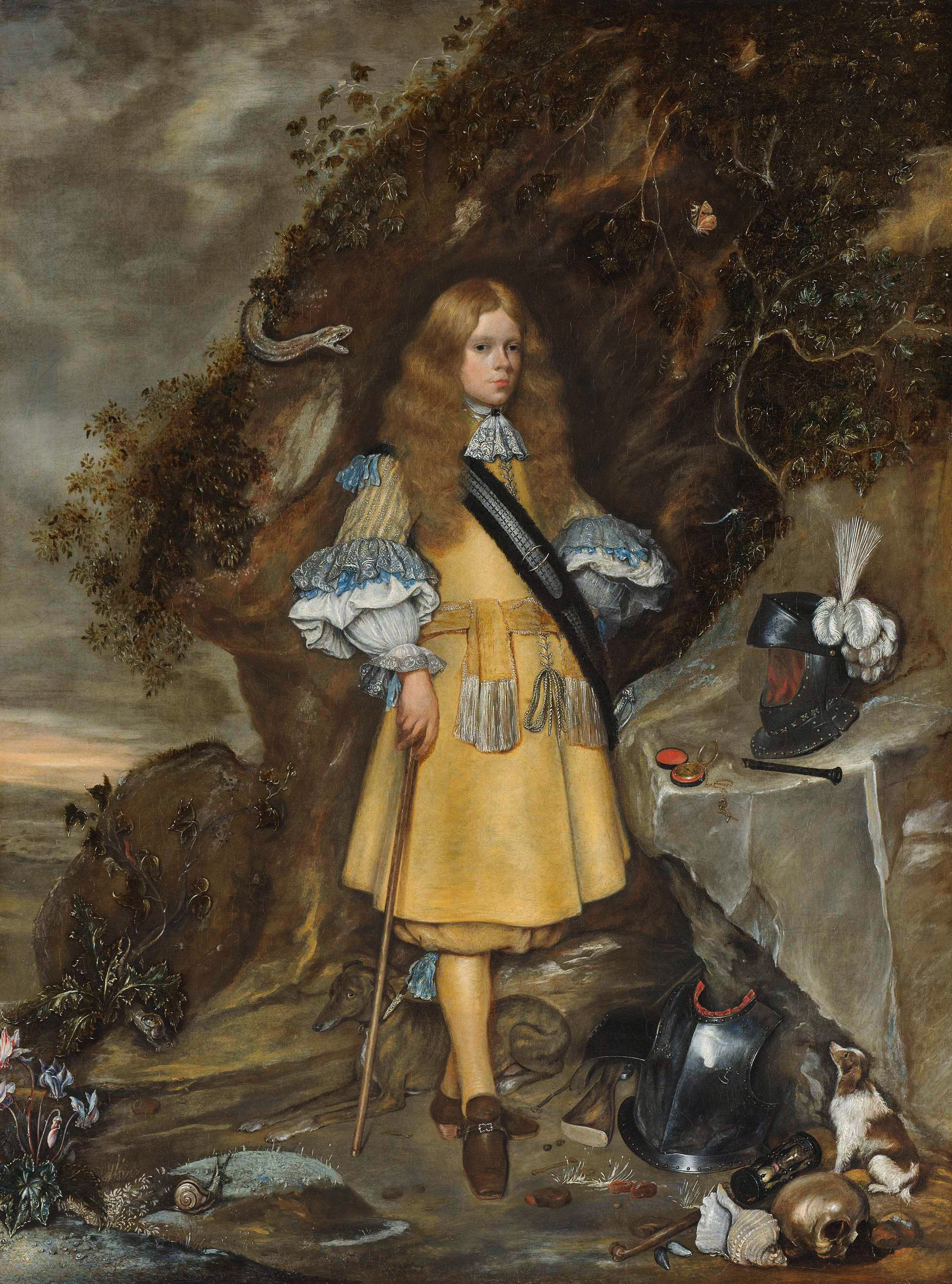
Moses ter Borch door Gerard ter Borch de jongere en Gesina ter Borch

Gesina ter Borch was geen beroepskunstenaar. Ze verzamelde bestaande, maar ook eigenhandig geschreven gedichten en liederen bestemd voor poëzie-albums en liedboeken. Ze illustreerde deze met alledaagse scènes. Zo schilderde ze vechtende of liefkozende paartjes, wordt er gedronken en gerookt ter illustratie bij een drinklied. Ter Borch werkte ook samen met haar broer Gerard aan het postume portret van hun vroeg gestorven broer Moses. 
Er zijn drie albums bekend van Gesina: een album met schoonschrift, Materi-boeck (1648); een liedboek De papiere Laure Krans (1652-1660) en een aquarel- en plakboek, Kunstboek (vanaf 1660). Het Materi-boeck was het oefenboekje dat ter Borch vulde met zelfgemaakte tekeningen. 
Ter Borch nam het beheer van de familiecollectie tekeningen en documenten van haar vader over. Voor haar dood droeg ze dat over aan haar zus. De collectie bleef in de familie tot het Rijksmuseum te Amsterdam die in 1886 aankocht op de kunstveiling van Frederik Muller. Daardoor bestaat er een goed inzicht in de werkmethoden, wijzen van onderricht, smaak van verzamelen en reacties op eigentijdse kunst van een kunstzinnige, welgestelde familie uit de Gouden Eeuw.

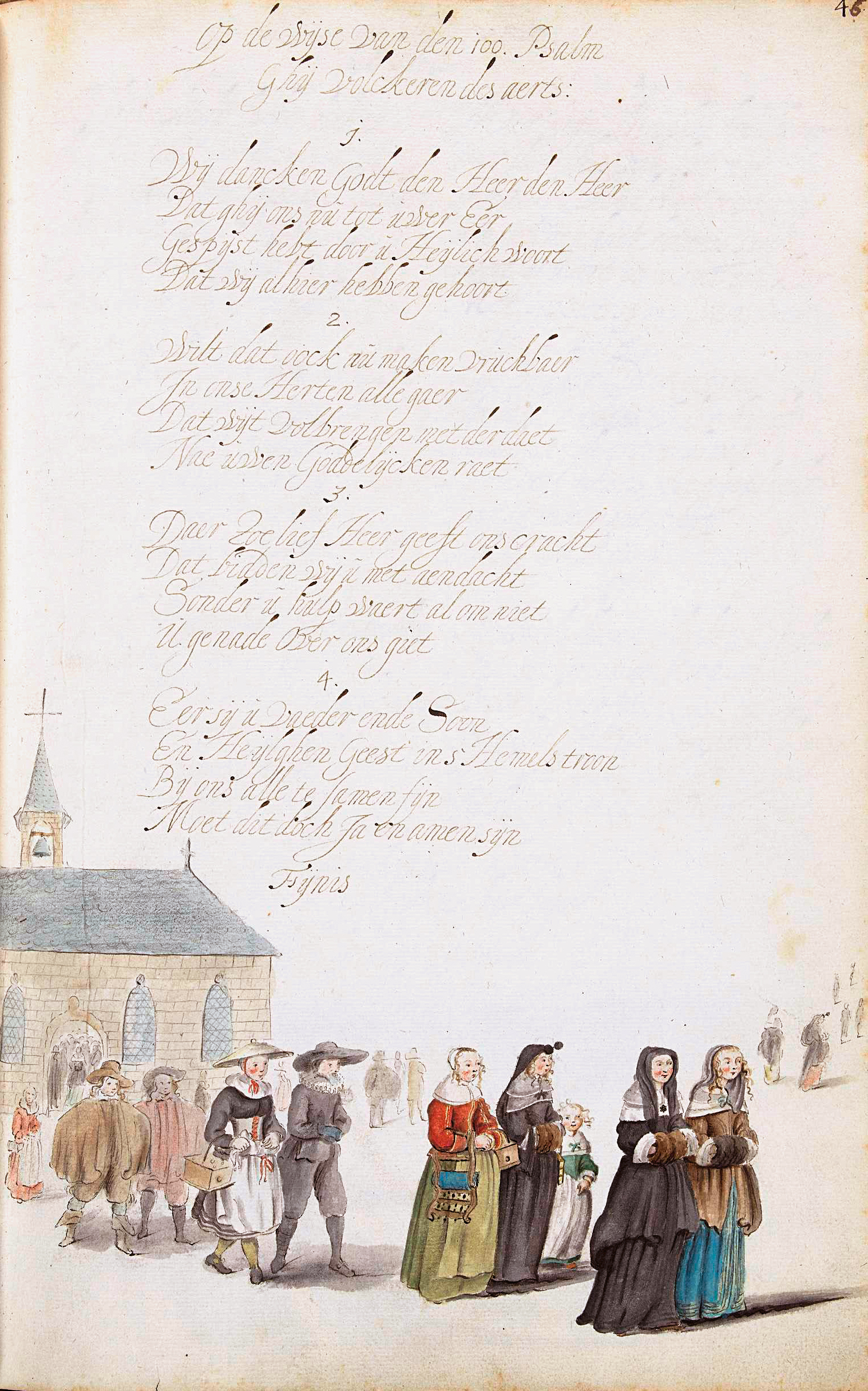
Gesina ter Borch, Lofzang met kerkgangers (ca. 1650-1660)
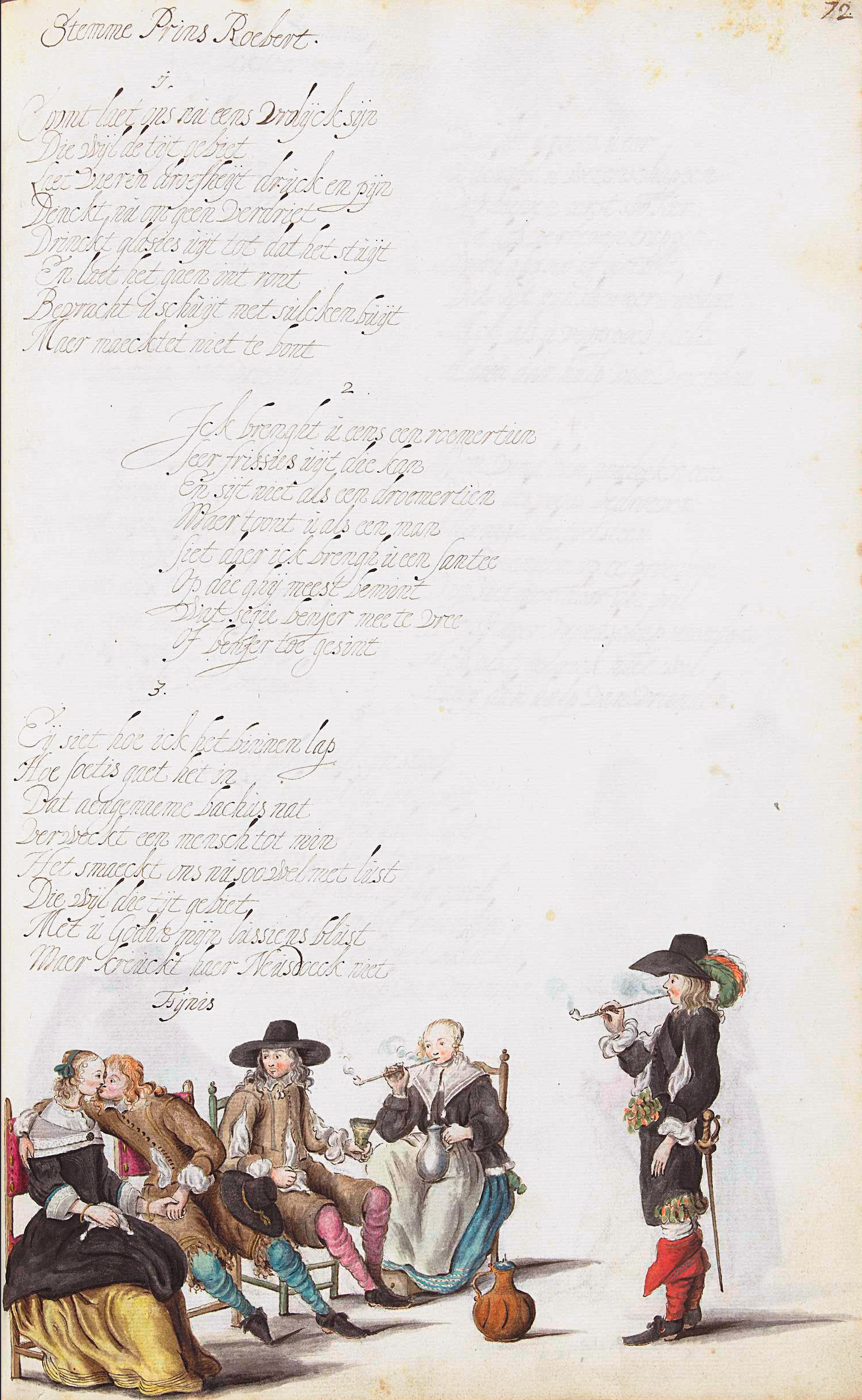
Gesina ter Borch, Drinklied met gezelschap (ca. 1650-1660)
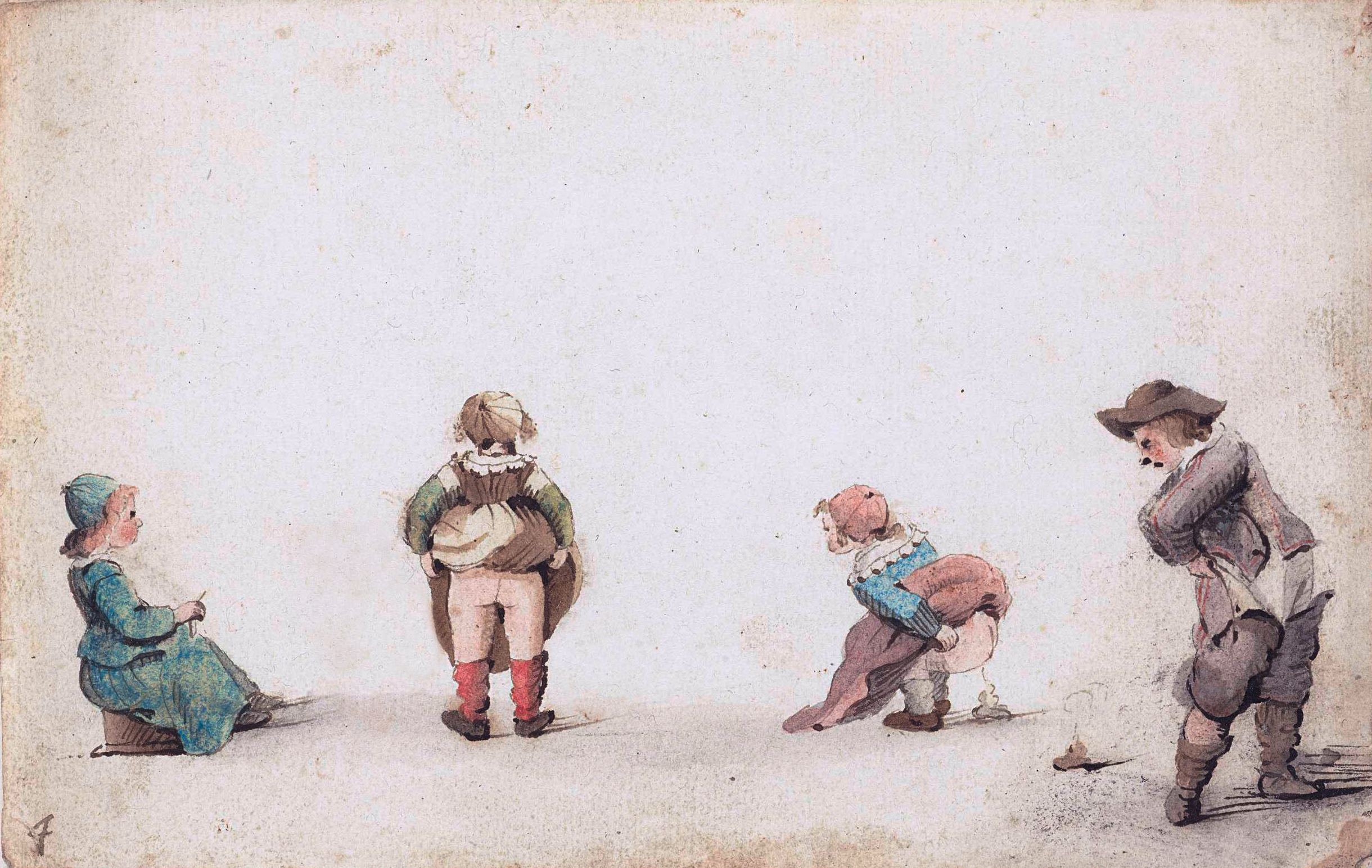
Gesina ter Borch Poepende kinderen (ca. 1649-1650)